# Maletići
Maletići is een plaats in de gemeente Netretić in de Kroatische provincie Karlovac. De plaats telt 168 inwoners (2001).